# Лобань (притока Кільмезю)
Ло́бань (рос. Лобань) — річка у Кіровській області (Богородський район, Немський район, Кільмезький район), Росія, права притока Кільмезю.
Річка починається зі злиття правої Білої та лівої Чорної Лобані, за 5 км на північний захід від села Лобань. Річка протікає на південний схід з незначними ділянками південного напрямку. Впадає до Кільмезі навпроти колишнього присілку Устьє Лобані, неподалік кордону з Удмуртією.
Русло широке, до 30 м, така ширина зберігається від початку і до гирла. В певних місцях, навпаки розширюється до 35 (біля урочища Нижній Полом), 40 (біля присілку Козиха) та 45 м (біля гирла річки Вахма). Глибина річки зменшується від 2 м у місці злиття до 0,7 м біля гирла. Швидкість навпаки збільшується від 0,2 до 0,5 м/с. Русло дуже звивисте, деякі меандри утворили великі річкові острови, які раніше були лучинами, але на стариці не перетворились. По всій ділянці великі болотні масиви. Верхня та середня течії місцями заліснена, нижня проходить повністю через лісові масиви тайги.
Притоки:
- праві — Козлянка, Плоска, Осиновка, Ізер, Ломик
- ліві — Андик, Єранка, Сердик, Керзя, Вахма, Вичка, Лумпунчик, Єриг

Над річкою розташовані населені пункти:
- Богородський район — Лобань
- Немський район — Козиха
- Кільмезький район — Осиновка, Татарські Бояри, Кам'яний Перебор, Рибна Ватага